# Mosambický metical
Mosambický metical (množné číslo meticais) je zákonným platidlem afrického státu Mosambik. Jedna setina meticalu se nazývá „centavo“.
Původní Metical byl v oběhu od roku 1980, kdy nahradil dosud používané mosambické escudo ve směnném poměru 1 escudo = 1 metical. ISO 4217 kód této národní měny byl MZM. Mosambické ekonomice se ale příliš nedařilo a metical prodělal období vysoké inflace, proto se vláda Mosambiku rozhodla v roce 2006 provést měnovou reformu. Výměna starého meticalu (MZM) za nový (MZN) proběhla v poměru 1000 starých meticalů = 1 nový metical. Současný kód meticalu je tedy MZN. Oběžné peníze starého meticalu bylo možné až do konce roku 2012 vyměnit u mosambické národní banky za nový metical.

## První metical (MZM)
- Mince vydané v roce 1980 měly hodnoty 50 centavos, 1, 2½, 5, 10 a 20 meticalů. Do roku 2005 byly tito mince doplněny dalšími o hodnotách 50, 100, 500, 1000, 2000 a 10 000 meticalů.
- Bankovky prvního meticalu vydané v roce 1980 měly hodnoty 20, 100, 500 a 1000 meticalů. V průběhu času přibyly i bankovky 5000, 10 000, 20 000, 50 000, 100 000, 200 000 a 500 000 meticalů.

## Druhý metical (MZN)
- Současně platné mosambické mince mají hodnoty 1, 5, 10, 20, 50 centavos a 1, 2, 5, 10 meticalů.
- Bankovky vydávané od roku 2006 mají hodnoty 20, 50, 100, 200, 500 a 1000 meticalů. Všechny bankovky mají na lícové straně stejný motiv - podobiznu Samora Machela.